# Smedsmoraskogen
Smedsmoraskogen este o arie protejată (arie specială de conservare — SAC, sit de importanță comunitară — SCI) din Suedia întinsă pe o suprafață de 106,8 ha, integral pe uscat.

## Localizare
Centrul sitului Smedsmoraskogen este situat la coordonatele 59°42′43″N 18°19′21″E / 59.712°N 18.3224°E.

## Înființare
Situl Smedsmoraskogen a fost declarat sit de importanță comunitară în iunie 2001 pentru a proteja 1 specie de plante. Situl a fost protejat și ca arie specială de conservare în martie 2011.

## Biodiversitate
Situată în ecoregiunea boreală, aria protejată conține 4 habitate naturale: Păduri caducifoliate de mlaștină fino-scandinave, Taiga vestică, Mlaștini împădurite, Păduri fino-scandinave bogate în ierburi cu Picea abies.
La baza desemnării sitului se află o specie protejată de  plante: Buxbaumia viridis.